# Hastula apicitincta
Hastula apicitincta é uma espécie de gastrópode do gênero Hastula, pertencente a família Terebridae.

## Descrição
O comprimento da concha varia entre 15 mm a 22 mm.

## Distribuição
Esta espécie marinha ocorre perto de KwaZulu-Natal, África do Sul.